# Benoît Régent
Benoît Régent, född 19 augusti 1953 i Nantes, död 22 oktober 1994 i Zürich, var en fransk skådespelare.

## Filmografi, i urval
- 1987 – En eld i mitt hjärta
- 1988 – La Bande des quatre
- 1989 – Bunker Palace Hôtel
- 1991 – J'entends plus la guitare
- 1993 – Frihet - den blå filmen